# 法 (法学)
法学や法哲学において、法（ほう）とは国家の伴う社会規範である。一般的に、国家の秩序を保つために、国家が設ける社会規範であって、国民の間で自主的に形成される道徳、マナー、モラルなどの国家の強制力を持たない社会規範と全く異なる性質の規範である。法を知らなかった場合でも、違法行為があった場合は罰せられる事になる。
一般的にイメージされる法の属性としては、一定の行為を命令・禁止・授権すること、違反したときに強制的な制裁（刑罰、損害賠償など）が課せられること、裁判で適用される規範として機能することなどがあげられる。ただし、国民への注意喚起の目的で罰則が無い法が制定されることもある。法治国家においては全ての人が法に従わなければならない。こうした法を運用するに当たって、犯罪や紛争に関与した人を裁く裁判所や、刑法に基づき実力を行使する警察などが設置される。刑法に違反した者は犯罪者となり刑罰を受けるだけに留まらず、全ての信用を失い、現職や家族などの今まで築いてきた社会関係や、職業選択の自由を失う可能性も生じることになる。重大な犯罪を犯した場合は更なる社会的制裁として実名報道が行われ、犯罪者として広く認知される事になる。
もっとも、どのような点をもって他の社会規範と区別されるのか、何が法を法たらしめるのかについては、これまで種々な見解が唱えられてきた。また、法学の各分野ごとに考察の着眼点が異なることもあり、ある分野で妥当する法の定義や内容が別の分野では必ずしも妥当しないこともある。
このような点から、以下の記述では法の定義や内容についての結論を論ずることを避け、伝統的に問題とされた主要な点について概観する。

## 法という語
ヨーロッパ大陸において「法」ないし「法律」という概念を表す語については、ローマ法の ius に対応する系列（ドイツ語の Recht, フランス語の droit, イタリア語の diritto など）と、lex に対応する系列（Gesetz, loi, legge など）の2種類あり、日本語では、それぞれ「法」と「法律」に訳し分けることが多い。前者は、自然法や一定の法体系を、後者は実定法や具体的な法規範をそれぞれ表す。もっとも、必ずしも厳密に使い分けはされていない。前者の系列は「権利」という意味をも併せ持ち、後者の系列は（日本語の「法律」と同様に）議会制定法の名称としても用いられる。
ちなみに、英語のlawという単語はローマにルーツを持たない。この単語は、北海帝国がイングランドを支配した時代に、デーン人たちが「置かれた物」という意味で用いた古ノルド語が語源であり、これが英語で掟・法という意味で用いられるようになったとされる。したがって、lawという単語だけでは、ローマ起源のiusとlexとの概念が区別できない。英語圏でこの系列を区別する場合は、前者は (the) law を、後者は a law または laws という表現を用いることがあるほか、形容詞形で juristic と legal を使い分けることもある。
漢字の「法」（正字は「灋」）は、「水」+「廌」+音符「去」からなる形声文字である。『説文解字』はこの文字を裁判に係る架空動物と関連付けているものの信頼できない記述であり、詳細な字源は明らかではない。仮借して手本とする、手本として倣うことを意味する単語に用いる。この単語は仏教ではサンスクリットのダルマ (dharma) の漢訳にあたる。

## 道徳との関係
かつては、規範としての法、宗教、道徳との間には明確な区別はなかった。しかし、近代統一国家の生成などにより法と道徳の峻別が進むことにともない、両者の関係が問題とされるようになる。もっとも、ここでいう「道徳」の概念も不明確な点があり、この点にともなう混乱も生じている。

### 法の外面性と道徳の内面性
まず、トマジウスにより、法の外面性と道徳の内面性という定式が提示された。その論ずるところによると、法は人間の外面的な行為を規律することを使命とするのに対し、道徳は人間の良心に対し内面的な平和を達成することを使命とする。この点につきカントは、若干視点を変え、合法性 (Legalität) と道徳性 (Moralität) との峻別を論じた。法と道徳の区別を義務づけとの関係に求め、法は、動機とは無関係に行為が義務法則に合致すること（合法性）が要求されるのに対し、道徳は、動機そのものが義務法則に従うことが要求されるとする。
これらの見解は、強制を伴う干渉からの個人の自律的な活動領域を確保する古典的自由主義の要請と結びついて主張されたものであり、法は強制を伴うのに対し道徳は強制を伴わないという結論を導くことにより、国家権力の行きすぎをチェックする役割を果たした。しかし、道徳の内面性の強調については、各種の道徳に共通したものとは言い難い側面がある。具体的には、このような視点は伝統的なキリスト教的な道徳を前提としており、「恥の文化」を基調とする社会では妥当しないのではないかという疑問などが提示される。
また、このような区別は、法は個人の内面に干渉してはならないという実践的な提言を伴うものであるが、現実には、法においても個人の内面のことが問題とされないわけではない。例えば、刑法では故意犯と過失犯とが区別されている。また日本国憲法第19条が思想・良心の自由を保障しているのも、大日本帝国憲法下において内心の自由そのものを制約しようとする立法がされた反省によるところが大きい。

### 最小倫理としての法
以上の議論は、個人道徳（個人倫理）を念頭に置いた議論であり、社会道徳（社会倫理）との関係については、必ずしも念頭に置かれていない。
法を社会道徳との関係で考察すると、社会道徳が社会の構成員の外面的な行動を制約する原理として働くことは否定できない。また、個人の自律的な選択の内容となる個人道徳も、社会道徳による影響を受けることがある。このような点から、法の基本的なところは社会道徳と一致することが望ましいとされ、イェリネックのいう「法は倫理の最小限」という定式が主張される。法はその内容につき、社会の存続のために必要最小限の倫理を取り入れることが要求されるという主張である。もっとも、法と個人道徳との対立関係を考慮しておらず、道徳観が多様化している社会で維持できるかという問題が指摘される。

## 正義との関係
法と（社会）道徳との関係という観点からも問題になるが、法を法たらしめる要素として、規範が「正義」に合致することが必要か、「悪法もまた法」であるかという問題が取り上げられている。
対立を理念的に捉えると、自然法の存在を強調する立場によれば、正義に合致していることが法を法たらしめることになるため、外見上は有効に成立した実定法も、その内容が自然法が求める正義に合致しないときは無効になるのに対し、法実証主義を強調する立場によれば、外見上有効に成立した実定法はその内容にかかわらず法であり、それゆえ「悪法もまた法である」ことになる（ただし、理念的な対立であり、必ずしも徹底されて主張されているわけではない）。
この問題については、特に、ナチス体制の下で制定された法律に従った者につき、その法的責任を第二次世界大戦後に追及することができるのか、ナチス体制下の法律の効力を巡り論争が展開された。

## 強制との関係

### 強制を要素とするか
法と道徳との間には重なり合う部分があるとして、法を法たらしめるためには、違反した者に対して制裁を加えることにより強制できる建前になっていることが要求されるかという問題がある。この点についてケルゼンは、法は、一定の行動がある場合には強制（刑罰、私法上・行政上の強制執行など）が発動されるべきという法命題として定められている必要があるとした。これに対し、法の強制的な性質は承認するとしても、強制的手段を伴うことは必ずしも必要ではないとする見解もある。
強制が法の要素であることを肯定した場合、一般的には法と呼ばれない規範であっても、その違反に対する制裁が実力を伴う場合（いわゆる村八分の存在、団体内部の掟など）があるため、このようなものを法の概念から排除する必要が生じる。そのため、強制が高度に組織化されていることを要求する考え方が成り立つ（もっとも、国家成立前の法や未開社会の法をも考察の対象とするある種の法学の分野においては、法を広く捉える必要性があるため、このような縛りをかける必要性は低い）。
また、強制との関連で、国際法は法であるかという問題がある。国際法は、その強制という点では、国内法と比較して組織化の点で未発達である点などから、実定的な道徳に過ぎないという考え方もある。もっとも、第二次世界大戦後は国際連合や欧州評議会といった国際組織の整備が進むことにより、国際法の法的性格を強めているとも言える。

### 強制の正当根拠
法と道徳との関係をめぐる問題や、必要条件であるかどうかは別として法には強制力を伴う点から、法が個人の行動に対して干渉できるのはどのような根拠に基づくのかという問題がある。
この問題につきよく引用される考え方の一つとして、ミルが提唱した侵害原理（危害原理とも、harm principle）、すなわち、個人の意思に反してその行動に干渉できるのは、個人が他者に対して何らかの侵害を加えることを防止するためであるとする考え方が挙げられる。しかし、古典的な自由主義社会であればともかく、社会経済的弱者保護という観点が強調される福祉国家思想が広まった社会では、このような根拠だけで説明し切れるかという問題点もある。
これに対し、法と道徳とが全く無関係でないことを前提に、法が行動に干渉する根拠について社会道徳それ自体の維持を強調する見解があり、法的モラリズム (legal moralism) と呼ばれる。この見解を貫くと、個人の行為が他者に対する侵害を伴わない場合であっても反倫理的という理由により干渉することが可能になるため、個人の自由な領域の確保という点で問題が生じる。
さらに、本人にとって利益になることを以て個人の行動に介入することを正当化するパターナリズム (paternalism) の考え方がある。一般論としてこの根拠を肯定できる場合がありうるとしても、細かな点につき様々な問題がある。特に、それが肯定されるのは被介入者が自らの行動につき適切な判断能力を欠いている場合に限るか否か、という点が問題となる。また、この見解を徹底すると自己決定権との関係がどうなるかという問題に突き当たる。

## 法源
ここでいう法源とは、法として援用できる規範の存在形式のことであり、通常は、裁判官が法の認識根拠として裁判の理由で援用できる法形式のことをいう。
法源の中心となるのが法律を中心とした制定法（詳細については「法令」を参照）であることに問題はないが、その他問題となるものに以下のものがある。
慣習法
社会の慣習を基礎として妥当する規範のうち、法として確信されるに至ったものをいう。制定法が整備されている国家においては、成文法を補完する位置にあるにすぎない。しかし、制定法の欠けている部分を補充する役割があり、また解釈論として一定の範囲で制定法に優先する効力を認める見解もある。慣習法は、通常は判例を通じて明確化されることとなる。
判例法
判例に法源としての効力が認められる場合、そのような法体系を判例法と呼ぶことがある。伝統的な理解では、いわゆる英米法の国では、判例法が法の中心に置かれ判例の先例拘束性が認められる（ただし、判例の変更が認められないわけではない）のに対し、日本を含めいわゆる大陸法を基調とする国においては、判例に事実上の拘束力があることは肯定しつつも、法源としては認められないと言われている。しかし、大陸法を基調とする国でも、法典化が十分ではない法領域（例えばフランスにおける国際私法やかつての日本における国際裁判管轄など）では、判例が重要な位置付けを占めているのみならず、判例に反する判断は上級審で破棄されることをも併せ考えると、その差は大きいものではなく、そのため、判例によって形成されてきた法規範を指して「判例法」と呼ぶこともある。
条理
物事の筋道のことである。法令に欠缺がある場合などに条理が法源とされる場合がある。その場合、条理を法源とする法の内容は、通常は判例を通じて明確化されることとなる。日本法においては、刑事の場合は、罪刑法定主義の原則があるため適用すべき法がない場合は無罪にすればよいだけであるのに対し、民事の場合は、適用すべき法がない場合に条理を法源として扱うことが可能かという問題が生じる。この点、裁判事務心得（明治8年太政官布告第103号）3条は、「民事ノ裁判ニ成文ノ法律ナキモノハ習慣ニ依リ習慣ナキモノハ条理ヲ推考シテ裁判スヘシ」として、適用すべき法がない場合は条理によるべきことを規定している。この太政官布告が現在でも有効な法令であるか否かにつき見解が分かれているが（平成20年現在廃止されていない）、条理に従うとしても条理自体は法源としての一般的な規準にはならず、法の穴を埋めるための解釈の問題に解消されるとも言い得るが、国際裁判管轄に関するルールが、判例上、（法令の規定が全く存在しないため）条理を根拠として形成されるといった例は存在した。
学説
現在の日本など多くの国においては、法の解釈について学説を参考することはあっても、法学者の学説自体に法源性があるとは認められていない。しかし、ローマ帝国においては皇帝の権威に基づき法学者に法の解答権が認められたり、一定の権威ある学説に法的効力が付与されるなど、学説が法源とされる例はあった。現在でも、スコットランド法においては権威のある学者の体系書は法源として認められている。また、イスラーム法においても、法学者の合意（イジュマーウ）が法源の一種として認められている。なお、学説が法源であることが認められないといっても、一部の非常に権威のある学者の見解が強い影響力を有し、その見解が公権解釈や学説において当然の前提とされるといったことはしばしば見られることであり、その意味ではそのような学説には法源との類似性が認められる。

## 法の分類
法（特に実定法としての法）は、種々の観点から分類される。

### 抵触法と実質法
法域によって事案に直接に適用される実体法や手続法（実質法）は異なるため、いずれの法域における実質法に準拠すべきかが先に決まらなければならない。抵触法とは、当該事案において準拠すべき実質法（準拠法）を指定する法のことである。

### 公法と私法
大まかに分類すると、公法とは、国家と市民との関係を規律する法をいい、私法とは、私人間の関係を規律する法をいう。具体的には、憲法や行政法が前者の典型であり、民法や商法が後者の典型とされる。
このような区別は、国家の立場と市民の立場が区別されていることを前提としたものであるが、英米法では伝統的にこのような区別はされていない。また、区別の基準についても様々な考えがあり、日本においても、問題となる法律関係が訴訟で争われた場合に、行政事件訴訟法の対象となるか民事訴訟法の対象となるかという意味でしか区別の意味がないとの指摘もされている。一方で、法の渉外的な適用範囲に関する議論においては、両者の区別の重要性が指摘されてもいる。
また、取引関係に国家が介入することを予定した経済法を中心に、公法と私法の中間領域と認められる法分野も発達しており、両者の区別は専ら理念型的な区別ともいいうる。

### 実体法と手続法
実体法とは、法律関係それ自体の内容を定める法のことをいい、手続法とは、実体法が定める法律関係を実現するための手続を定める法のことをいう。民法、商法、刑法が前者の典型であり、民事訴訟法、刑事訴訟法が後者の典型である。また、手続法のうち、手続の形式が訴訟の形式を採る場合は、その手続法を訴訟法という（狭義の手続法）。
手続法は実体法に仕えるものであるため、まず実体法ありきとも思えるが、歴史的にはそうとも言い切れない側面がある。例えば、ローマ法では実体法と手続法とが未分化であり、訴訟の対象となる個々の権利の類型が固有の手続と結びつけられていた。そのようなこともあり、手続法から実体法が独立したとしてまず手続法ありきとする見解もある。

### 民事法と刑事法
私法に関する実体法と手続法を総称して民事法といい、犯罪と刑罰に関する実体法（刑法など）と手続法（刑事訴訟法など）を総称して刑事法という。法に違反した場合のサンクションの観点からは、民事法は損害賠償責任やそれにもとづく私法上の権利の強制執行を内容とするのに対し、刑事法は国家権力による刑罰を内容とする。
もちろん、古くは民事責任と刑事責任が未分化であったこともある。例えば、サリカ法典では、制裁として定額の贖罪金の制度があったが、贖罪金の一部が国王に帰属するものと被害者に帰属するものがあったり、殺人に対する制裁については、加害者が市民である場合には贖罪金の支払いで足りるのに対し、加害者が奴隷である場合は死刑になるという差異が認められた。また、英米法における懲罰的損害賠償も、手続面では民事訴訟によるものの、その実体は刑事制裁的なものであるとの指摘もある。
これらの語が登場する文脈においては、「公法」は両者を含まない狭い意味で用いられる。

### 世俗法と宗教法
非宗教的（世俗的）な権威により制定される法が世俗法であり、宗教的な権威により制定される法が宗教法である。宗教法を世俗法がどのように取り扱うかについては、さまざまな立法例がある。

### 国際法と国内法
国内法は、基本的に国内最高法規としての憲法を根拠とし、それに反しないように制定される。また、法の強制力（命令・行政処分・刑罰等）を有し、国家機関などによって執行される。
これに対し、国際法の効力は、原則として、関係国家による同意を根拠にしており、また直接的な強制力を持つ一般的機関は現時点では、人権と基本的自由の保護のための条約の規定により設置された欧州人権裁判所を除いて存在しないが、米州人権条約に基づく米州人権裁判もそれに準じる権限を持ち、人及び人民の権利に関するアフリカ憲章に基づくアフリカ人権裁判所もそうした権限を持つように向けた努力がなされている。（国際人権法の項目を参照）国際法は対話と同意が基本原則のため、一般の持つ法（＝国内法）というイメージから乖離する部分があり、両者の関係を理解する場合は注意が必要である。

## 法令の優先順位
ある現象に対して法令を適用する際に複数の法令がある場合、法令の種類によって優先順位が発生する。優先順位に関するルールを、そのルールの中での優先度の高い順に並べると以下のようになる。

### 上位法令の優先
法令にはその形式に応じて優先度の順位がある。例えば、日本法においては、日本国憲法のある規定と法律のある規定が矛盾・抵触する場合、憲法の規定が優先され、当該法律の規定は原則として無効となる。詳細は法令#日本の法令の種類を参照。上位法優位の原則。

### 一般法と特別法
同一の順位の法令であっても、一般法（広い範囲に適用される法令）と特別法（そのうちのある特定の範囲にのみ適用される法令）の関係がしばしば見られる。ある事象に対して特別法が存在する場合には、一般法よりも特別法が優先される。特別法優先の原則。
例えば、訪問販売にかかるトラブルは民法では対処が難しかったので、特定商取引法を特別法として制定し、対処している。

### 後法の優先
同一の順位で、かつ、一般法と特別法の関係でない形で、前法（従前からある法令）と後法（新しく制定された法令）がある場合は、後法が優先される。したがって、法令の内容を改正する場合には、同一順位の法令を制定することによって行われる。特殊な例としては、条約と法律を同順位とする国においては、条約の国内法的効力が、その後に制定された法律によって覆されることがある。後法上位の原則。